# Michal Klesa
Michal Klesa (* 13. května 1983 Praha, Československo) je bývalý český fotbalový záložník, naposledy působící v klubu MFK Vyškov.

## Hráčská kariéra
Od 1. července 2004 nastupoval v dresu Bohemians 1905. Následně od 31. ledna 2005 působil v Příbrami. V období od 1. února 2007 do 1. července 2007 hostoval v Čáslavi. Od 1. července 2011 působil v Dynamo České Budějovice.
V letech 2013–2014 figuroval Klesa jako svědek v případu manažera příbramského fotbalového klubu Romana Rogoze, který stanul před soudem kvůli podezření z korupce. Rogoz se podle obžaloby měl pokoušet ovlivnit hráče Dynama České Budějovice před utkáním mezi Českými Budějovicemi a Příbramí, které se hrálo v dubnu 2013. Prezident příbramského klubu, Jaroslav Starka na Klesovu adresu řekl: „Klesa je u mě podvodník, gambler a zloděj. Jemu nevěřím, všechno si vymyslel, Roman Rogoz nic neudělal.“
V první půli roku 2015 si prošel hostováním v Českém Brodě. Předtím přišel o větší část sezony, kvůli nutné operaci kolene. Po návratu do Českých Budějovic zde působil až do léta 2017, kdy ukončil profesionální kariéru a chtěl se více věnovat rodině v Praze.
V letech 2017 až 2019 působil v pražských klubech FC Slavoj Vyšehrad a FK Zbuzany 1953.
V létě roku 2019 se stal hráčem klubu MFK Vyškov, čímž obnovil svou profesionální kariéru. Ve Vyškově rovněž plnil funkci kapitána mužstva. Svou profesionální fotbalovou kariéru ukončil v červnu roku 2023, v zápase s FC Zlín. Po konci aktivní kariéry v klubu zastával roli vedoucího mužstva.